# Atletika na Letních olympijských hrách 1928 – 200 metrů muži
 Běh na 200 metrů mužů na Letních olympijských hrách 1928 se uskutečnil ve dnech 31. července až 1. srpna v Amsterdamu. 

## Výsledky finálového běhu
| *                | jméno            | země                   | čas  |
| ---------------- | ---------------- | ---------------------- | ---- |
| Zlatá medaile    | Percy Williams   | Kanada                 | 21,8 |
| Stříbrná medaile | Walter Rangeley  | Velká Británie         | 21,9 |
| Bronzová medaile | Helmut Körnig    | Německo                | 21,9 |
| 4                | Jackson Scholz   | Spojené státy americké | 21,9 |
| 5                | John Fitzpatrick | Kanada                 | 22,1 |
| 6                | Jakob Schuller   | Německo                | 22,2 |